# Lövkulla, Karis
Lövkulla, bostadsområde i Raseborg nordost om Karis centrum, avgränsas i öster, söder och väster av Svartån.
Bebyggelsen på området har vuxit upp på Dönsbys marker, som 1467 av kung Karl VII Knutsson tilldelades en Henrik Dyniusson som frälse. Trakten var i äldre tider landsbygd och lydde länge under Billnäs bruk. Jorden brukades av landbönder fram till tidigt 1900-tal, då en tätort började växa fram kring järnvägskorsningen i Kila by i sydväst, vilket ledde till uppkomsten av Karis köping, senare stad. Självägande bönder var i ett drygt halvsekel herrar över åkrar, ängar och skog i Dönsby. Den urbanisering som präglade nittonhundratalets Finland nådde fram till byn på 1970-talet, då det nya bostadsområdet småningom tog form. En pendang till detta är Dönsby West på ett berg invid Åbovägen (regionalväg 110), där utbyggnaden inleddes 2017. Bebyggelsen är villabetonad, men även radhus och några flerfamiljshus har uppförts.